# Agrotis amphora
Agrotis amphora là một loài bướm đêm trong họ Noctuidae.

## Hình ảnh

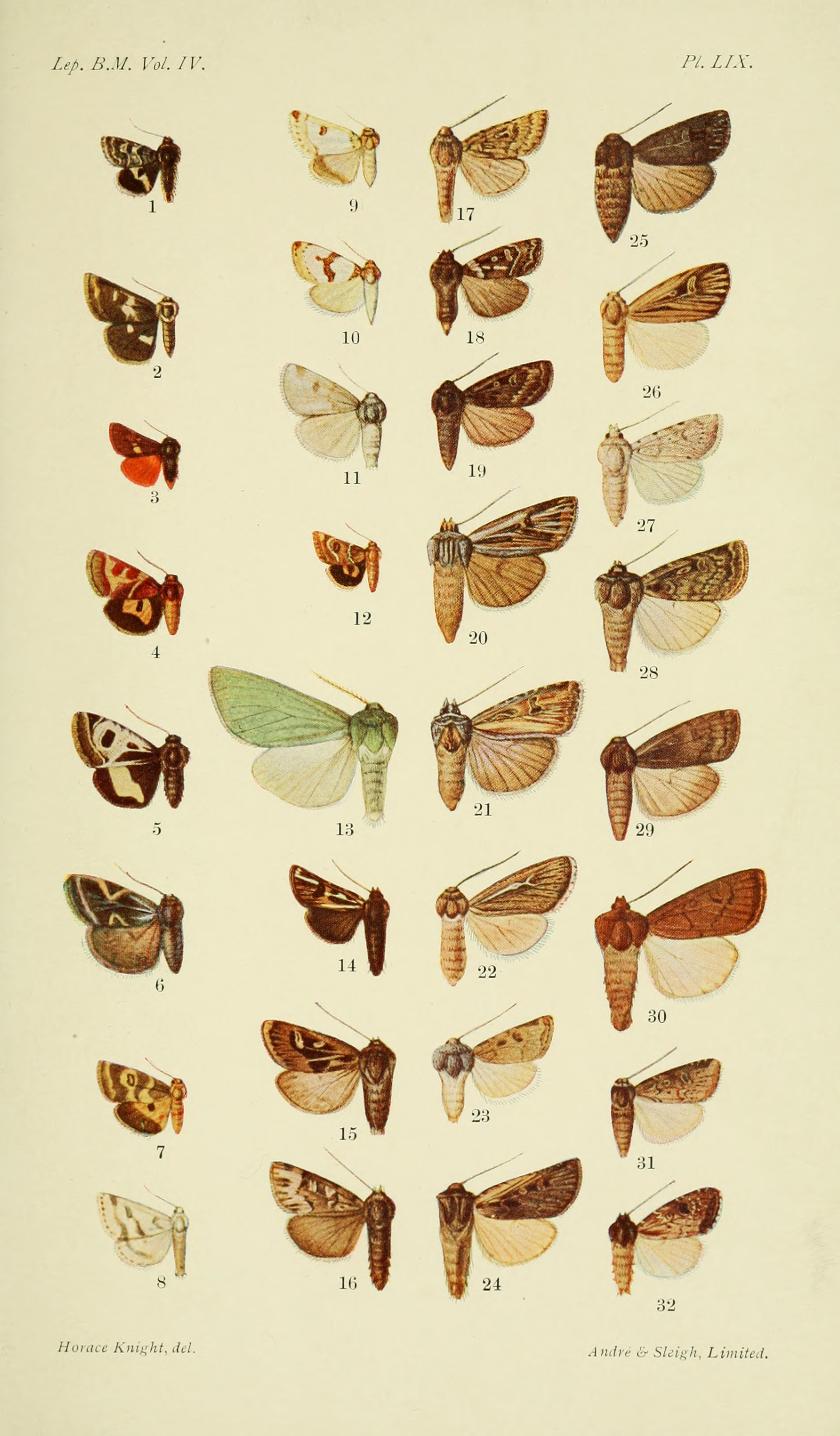
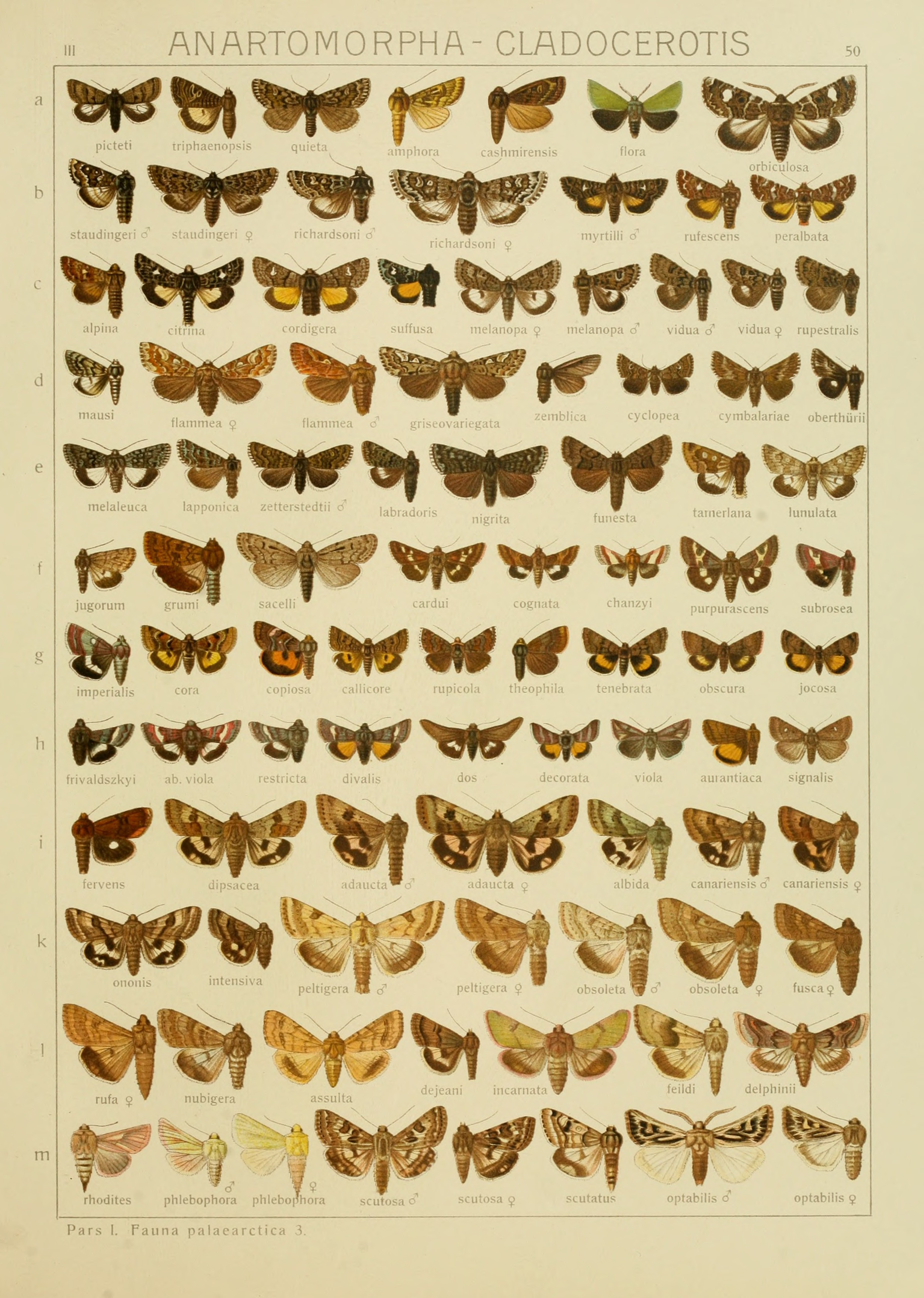